# Széky János Károly
Széky János Károly (Nagyszőlős, Ugocsa vármegye, 1783. szeptember 22. – Szentpétervár, 1815. április 28.) bölcseleti és orvosdoktor.

## Élete
Szülei korán meghaltak. A gimnázium hat osztályát Máramarosszigeten, Nagykárolyban, a bölcseletet Egerben végezte. Ekkor beállott a kegyes tanító-rendbe. 1800–1801-ben Kecskeméten volt novícius és a III. grammatikai osztály tanára,
majd 1802 és 1804 között a szegedi, ezután öt évig temesvári piarista gimnáziumban tanára volt. 1804-ben bölcseleti doktor lett Pesten. 1806-ban a rendből kilépett és Bécsben orvostudományokat hallgatott. 1813. január 19-én tett doktorátust. 1813 végén orosz szolgálatba lépett és mint katonaorvos 2000 rubel évi fizetéssel 1814. március 26-án Bécsből Párizsba utazott; azon év szeptember 24-én az orosz sereggel Szentpétervárra ment, hogy az orosz hadiegészségügy szolgálatába álljon. Itt azonban súlyos betegség támadta meg és 32 évesen elhunyt. A francia tudós-társaság tagja és a becsületrend vitéze volt.

## Munkái
- Ode ad Ilustr. celeb ac doct. Jo. Val. nobilem ab Hildebrand... Vindobonae, 1811
- Dissertatio inaug. medica in propulsandis morbis quid naturae virtus artis praesidia quid valeant sive celebris illa sententia: natura morborum medicatrix quantum in se veri complectatur. Uo. 1813